# 相対コンパクト部分空間
数学の分野における、ある位相空間 X の相対コンパクト部分空間（そうたいコンパクトぶぶんくうかん、英: relatively compact subspace）、あるいは相対コンパクト部分集合 Y とは、その閉包がコンパクトであるような部分集合のことである。
コンパクト空間の閉部分集合はコンパクトであるため、コンパクト空間の全ての部分集合は相対コンパクトである。距離位相や、より一般的にコンパクト性を調べるために列が用いられるような場合では、相対コンパクト性の基準は、Y 内の任意の列に X 内に収束する部分列が存在する、というものになる。そのような部分集合もまた相対コンパクトあるいはプレコンパクトなどと呼ばれる。ただし、プレコンパクトという語は全有界な部分集合に対しても用いられる（それらは完備距離空間において同値になる）。
いくつかの主要な定理が、特に関数空間における相対コンパクト部分集合を扱っている。そのような例の一つとして、アルツェラ-アスコリの定理が挙げられる。その他の興味深いケースでは、一様可積性や、複素解析における正規族の概念との関連が述べられている。数の幾何学の分野におけるマーラーのコンパクト性定理では、ある非コンパクトな等質空間（特に格子の空間）における相対コンパクト部分集合の特徴付けが行われている。
ある概周期函数の概念的な段階での定義では、F がある相対コンパクトな集合へ変換される必要がある。この作業は、ある特別な理論における位相の使用に関して、厳密性を確保するために必要となる。
コンパクトであるが相対コンパクトでない例として、ある無限特定点空間の特定の点の任意の近傍を取ることが考えられる。その近傍それ自身はコンパクトでありうるが、その閉包が非コンパクトな空間全体であるため、相対コンパクトではない。